# Anthidium luctuosum
Anthidium luctuosum är en biart som beskrevs av Giovanni Gribodo 1894.
Anthidium luctuosum ingår i släktet ullbin, och familjen buksamlarbin. Inga underarter finns listade i Catalogue of Life.